# System monetarny w cesarstwie rzymskim

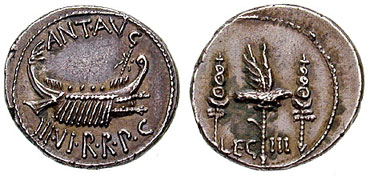
Denar Marka Antoniusza z 32 r. p.n.e.

## Od rządówOktawiana AugustadoKarakalli
- aureus – moneta złota, 7,85 g (od panowania Nerona 7,28 g)
- denar – moneta srebrna 3,8 g (od panowania Nerona 3,41 g; za panowania Septymiusza Sewera nie zmieniano masy, ale o połowę zmniejszono zawartość srebra z 93% do 47% – resztę masy stanowiła miedź) (25 denarów = 1 aureus)
- kwinar – moneta srebrna 2 g (2 quinariusy = 1 denar)
- sestercjusz – moneta brązowa 25–30 g (2 sestertiusy = 1 quinarius)
- dupondius – moneta brązowa 12 g (2 dupondiusy = 1 sestertius)
- as – moneta miedziana 11 g (2 asy = 1 dupondius)
- semis – moneta brązowa 3–4 g (2 semisy = 1 as)
- kwinkunks – moneta brązowa, 5/12 asa
- kwadrans – moneta miedziana 3 g (4 quadransy = 1 as)

Podstawową jednostką płatniczo-obrachunkową był as; moneta złota (aureus) miała równowartość 400 asów (25×16). W asach początkowo wyliczano wszystkie sumy (ceny, płace), później dla wygody większe kwoty podawano w sestercach lub rzadziej – w denarach. Np. kilogram miedzi miał w przeliczeniu wartość 12 denarów. Armia rzymska za Oktawiana liczyła w czasie pokoju 150 tys. żołnierzy. Legionista dostawał 228 denarów na rok, a więc 34,2 mln denarów rocznie kosztowało utrzymanie wojsk rzymskich (1 368 000 aureusów, czyli 10,74 tony złota).
Początkowo prawo emitowania monet brązowych było przywilejem senatu (oznaczenie S C), a monet złotych i srebrnych przywilejem władcy. Później wszystkie monety były bite w imieniu władcy. Ponadto niektóre miasta (np. Aleksandria i Cezarea Kapadocka) miały prawo do wypuszczania własnych monet w oparciu o systemy monetarne wywodzące się z Grecji i oparte na drachmie; wartość drachmy w tych systemach ustalano jako równowartość (lub część) denara.

## Od panowania Karakalli doDioklecjana
Za panowania Karakalli zmniejszono masę aureusa do 6,54 g, a denara do 3,1 g. Wprowadzono także jednostki monetarne: złoty binion wartości 2 aureusów i srebrny antoninian (antoninianus) wartości 2 denarów. Ceny i płace podawano odtąd w denarach lub antoninianach. W III wieku legionista otrzymywał 10-15 antoninianów dziennie, gdy półkilogramowy bochenek chleba kosztował 1 antoniniana.
W późniejszych czasach wskutek kryzysu politycznego i gospodarczego doszło do następujących zmian:
- zmniejszono masę aureusa do niespełna 3 g;
- zaprzestano bicia biniona, denara oraz wszystkich monet miedzianych i brązowych;
- zmniejszono masę antoniniana do 3 g i zawartość srebra w tych monetach do 6%;
- w obiegu pojawiły się zapieczętowane worki z monetami (zwykle antoninianami) zwane follis (podczas transakcji na podstawie masy worka określano liczbę monet).

## Odtetrarchiido upadkuCesarstwa zachodniorzymskiego
Dioklecjan w 294 r. wprowadził reformą nowy system monetarny:
- aureus – moneta złota, 5,45 g
- argenteus – moneta srebrna, 3,42 g (16 argenteusów = 1 aureus)
- „wielki” follis – moneta miedziana z dodatkiem 5% srebra, 10,23 g (5 „wielkich” follisów = 1 argenteus)
- follis z „koroną promienistą” (corona radiata), czyli „nowy antoninian” (albo „radiat”) – moneta brązowa, 3,89 g; (2 follisy-„radiaty” = 1 „wielki” follis; od 301 r. 4 takie follisy = 1 „wielki” follis)
- follis z wieńcem laurowym – moneta brązowa, 1,94 g (2,5 follisa z wieńcem laurowym = 1 follis-„radiat”)

Od czasów reformy Dioklecjana ceny i płace podawano w denarach (2 denary = 1 follis z wieńcem laurowym), ale nie emitowano już monet o wartości 1 denara. Czasami w roli tych monet stosowano dawne denary i semisy pochodzące z III w. i starsze, ale najczęściej tak ustalano ceny i płace, aby zawierały one parzystą liczbę denarów. Ponadto reforma Dioklecjana zniosła prawa miast prowincjonalnych do bicia własnej monety rozmiennej.
Po zakończeniu tetrarchii i za Konstantyna Wielkiego:
- aureusy zostały zastąpione przez solidy – monetę złotą o masie 4,54 g;
- wprowadzono monety złote o wartościach 3/8, 1/3, 1/2, 1 1/2, 2, 3, 4 1/2 i 9 solidów;
- wprowadzono miliarens – monetę srebrną, 4,54 g;
- wprowadzono silikwę – monetę srebrną, 3,41 g;
- wycofano follisy brązowe i zmniejszono masę follisa „wielkiego” do 1,5 g (1% srebra).

Po śmierci Konstantyna Wielkiego:
- upowszechniono semiss – monetę złotą o masie 2,27 g wartości 1/2 solida;
- upowszechniono tremiss – monetę złotą o masie 1,51 g wartości 1/3 solida;
- wprowadzono majorinę (pecunia maiorina) – monetę miedzianą z 2,5–3,5% srebra o masie 5,45 g, którą emitowano do czasów Teodozjusza Wielkiego;
- wprowadzono centenionalis – monetę miedzianą z 2% srebra o masie 2,72 g (do czasów Teodozjusza Wielkiego);
- wprowadzono na kilka lat za panowania Juliana Apostaty „dużego” follisa – monetę miedzianą z 5% srebra o masie 8,5 g (nie jest znana jej wartość względem innych monet – można przypuszczać, że miała być zbliżona do wartości „wielkiego” follisa za Dioklecjana tzn. że skoro wtedy za złoty aureus dawano 80 „wielkich” follisów, za Juliana miano za solid dawać około 80 „dużych” follisów);
- wprowadzono w 383 r. minimus – monetę brązową o masie około 1 g;
- zaczęto powszechnie używać „follisów” – zapieczętowanych worków z minimusami odpowiadających określonej liczbie monet złotych lub srebrnych (wraz z inflacją rosła masa follisów i spadała liczba monet złotych wyznaczających równowartość);
- ceny i płace od wprowadzenia minimusa podawano w tych monetach (lub przy większych sumach – w solidach).

Ówczesne przeliczniki wartości monet:
- 1 solid = 2 semissy = 3 tremissy = 18 miliarensów = 36 silikw;
- 1 majorina = 2 centenionalisy = 4 minimusy.

Nie istniał stały przelicznik pomiędzy powyższymi systemami (monet srebrnych i złotych oraz brązowych) – co wynikało to z polityki władz cesarstwa, które utrzymywały stałą wartość monet srebrnych i złotych (poprzez ścisłe sterowanie ich emisją), a do znacznej inflacji dopuszczały w przypadku monet brązowych.
Np. w 445 r. Walentynian III zarządził, żeby wymieniający monety trapezyci skupowali od mieszkańców cesarstwa złote monety płacąc 7000 minimusów za solida, a państwowy skarbiec miał je od nich odkupywać według kursu 7200 minimusów za solida. Takie ilości minimusów (7000 minimusów ważyło 7 kg) w obrocie powodowały, że przy transakcjach posługiwano się „follisami” – np. jeśli „follis” ważył 1 librę (327,45 g), to zawierał 320 minimusów (minimus ważył odrobinę więcej niż 1 g), a zatem wymieniający monety musiał dać za solid 21 takich worków i dodać osobno 280 minimusów, zaś od urzędników skarbowych otrzymałby 22 takie worki i 160 monet dodatkowo (choć prawdopodobnie posługiwano się także „follisami” o masach stanowiących wielokrotności i podwielokrotności libry).